# Комишка (Ішимський район)
Коми́шка (рос. Камышка) — присілок у складі Ішимського району Тюменської області, Росія.
Населення — 46 осіб (2010, 84 у 2002).
Національний склад станом на 2002 рік:
- росіяни — 77 %